# Cophella evoplon
Cophella evoplon är en insektsart som beskrevs av Otte, D. och Perez-gelabert 2009. Cophella evoplon ingår i släktet Cophella och familjen syrsor. Inga underarter finns listade i Catalogue of Life.